# Abdelaziz Bouteflika
Abdelaziz Bouteflika, alžirski politik, * 2. marec 1937, Oujda, Francoski protektorat v Maroku, † 17. september 2021, Alžir, Alžirija.
Bouteflika je bil alžirski minister za mladino in šport (1962–1963) in minister za zunanje zadeve (1963–1979). Leta 1999 je postal predsednik Alžirije, kar je bil s podporo vojske celih 20 let, do leta 2019, ko je odstopil po več mesecih množičnih protestov.